# 南宿站
南宿站（日语：／ Minami-Juku eki */?）是位於岐阜縣羽島市足近町南宿，名古屋鐵道（名鐵）的竹鼻線車站。車站編號為「TH03」。此站可進行列車交會，曾經還有急行班次的時候，急行列車會在此站運輸停車。

## 歷史
- 1921年（大正10年）6月25日 - 車站大樓。
  - 在車站啟用當時，車站大樓位於車站東邊，後來於昭和後期拆毀。
- 1972年（昭和47年）3月24日 - 成為無人車站[1]。
- 2007年（平成19年）12月14日 - 車站可以使用「Tranpass」[2]。
- 2011年（平成23年）2月11日 - 車站可以使用「manaca」IC卡。
- 2012年（平成24年）2月29日 - 車站不再可以使用「Tranpass」。

## 車站構造
車站是一座地面車站，設有2面2線的相對式月台。新羽島方向的路軌為直線，列車靠左進站。在2007年，為了可支援Tranpass，上下行線分別建設車站大樓，但是由於空間問題，笠松方向的車站大樓位於月台中央，在日本車站來說比較罕有。笠松方向的車站大樓共有兩個入口，兩個入口中間設有1座自動閘機（東芝製造）。前往笠松方向乘客入閘時使用左邊的入口，然後使用自動閘機通過入閘，出閘時使用右邊的入口，然後使用自動閘機通過出閘。
前往笠松方向的乘客使用manaca的時候，也需要使用車站大樓內的閘機，否則便沒有入閘紀錄，在其他站下車時便發生問題。在車站內張貼了許多告示牌提醒乘客使用閘機。
另外，笠松方向月台上設有自動補票機，但是沒有manaca增值機。下車時若manaca餘額不足，需要使用對講機與職員聯絡，而站內也有告示牌提醒乘客「由於此站是無人車站，因此需要一段時間才有職員協助」。

### 月台
| 月台 | 路線   | 上下行 | 方向               |
| ---- | ------ | ------ | ------------------ |
| 1    | 竹鼻線 | 下行   | 竹鼻、新羽島方向   |
| 2    | 竹鼻線 | 上行   | 笠松、名鐵岐阜方向 |

笠松方向月台和車站大樓
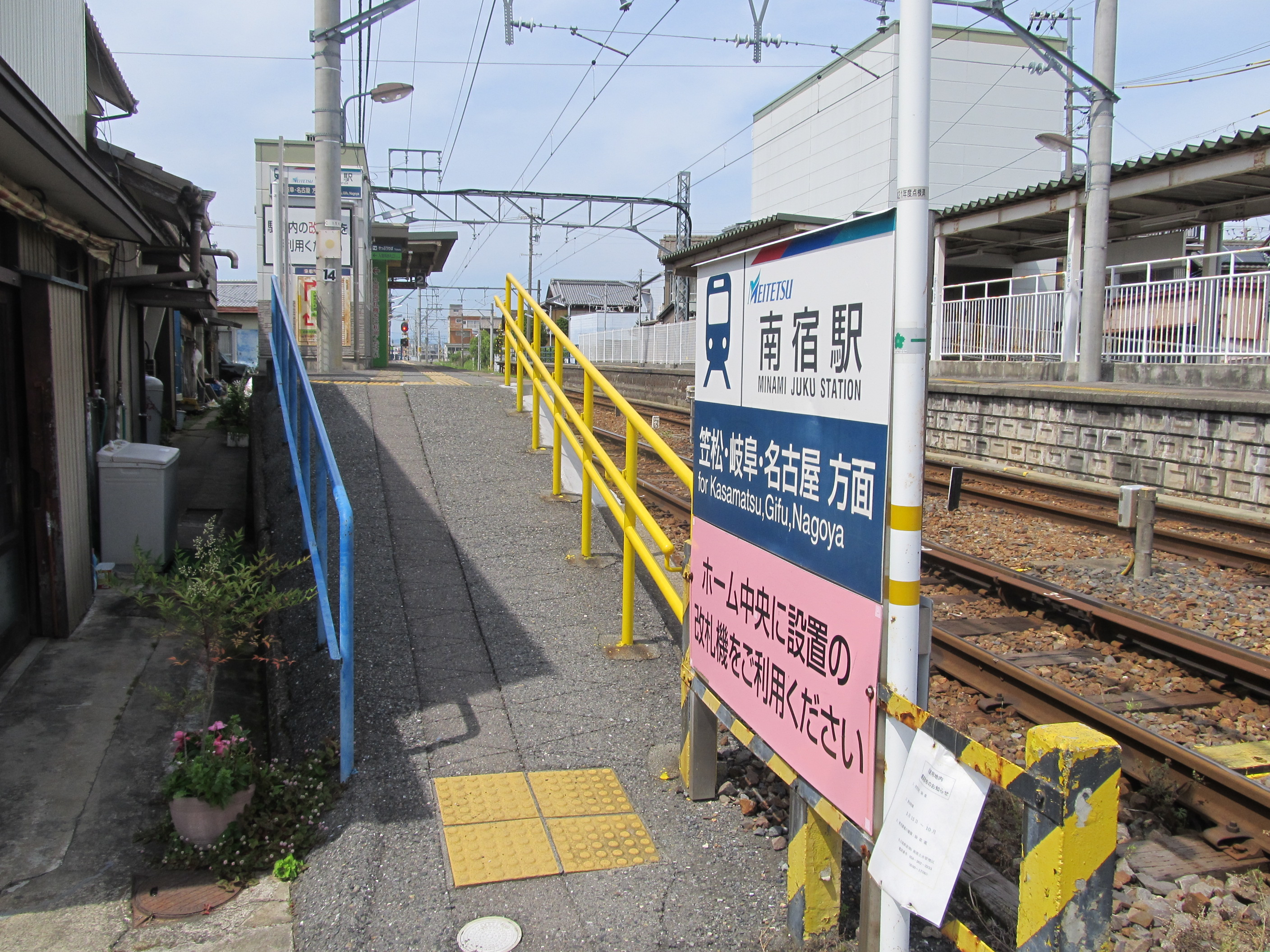
細小月台入口
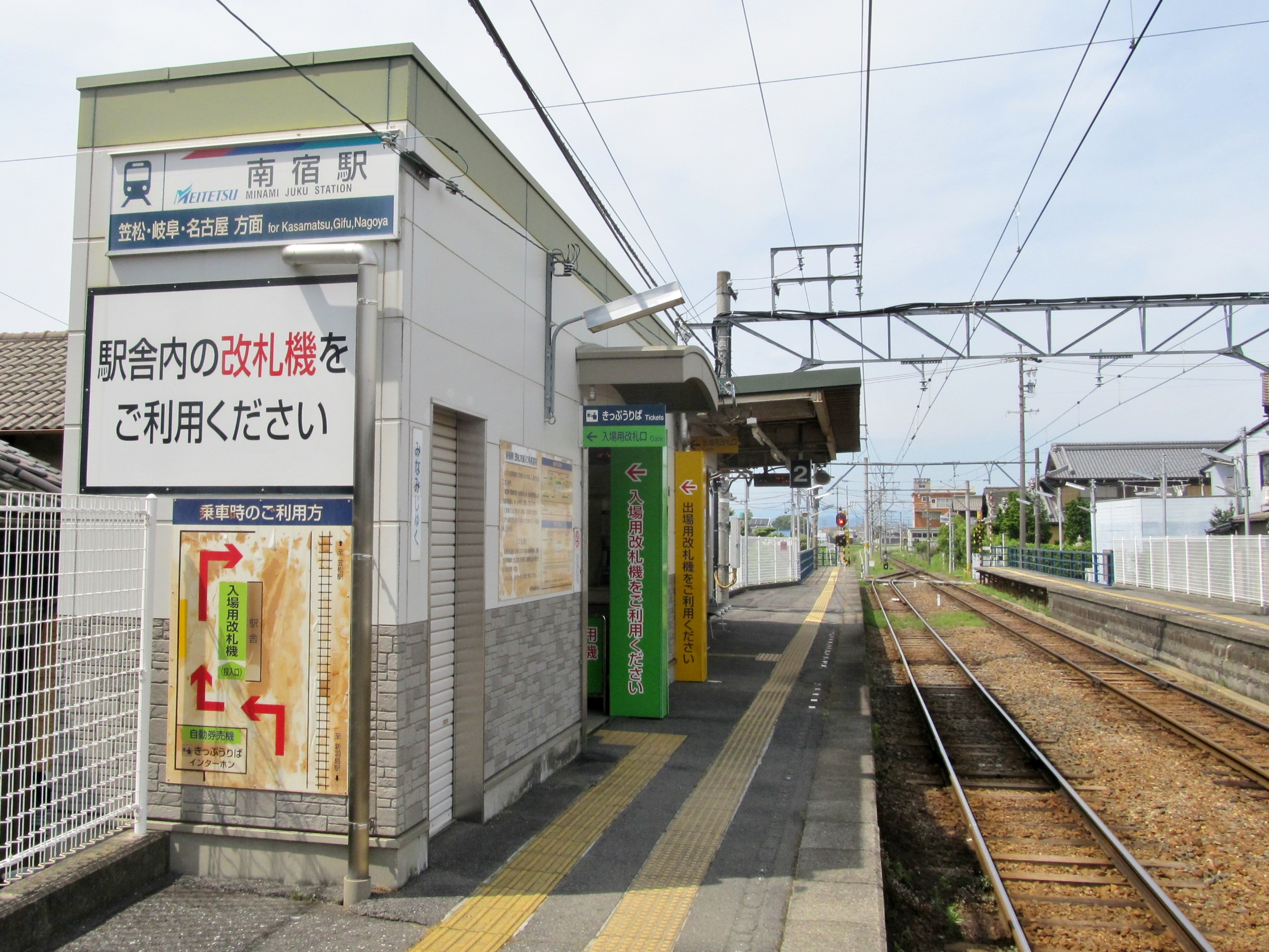
月台中央的車站大樓
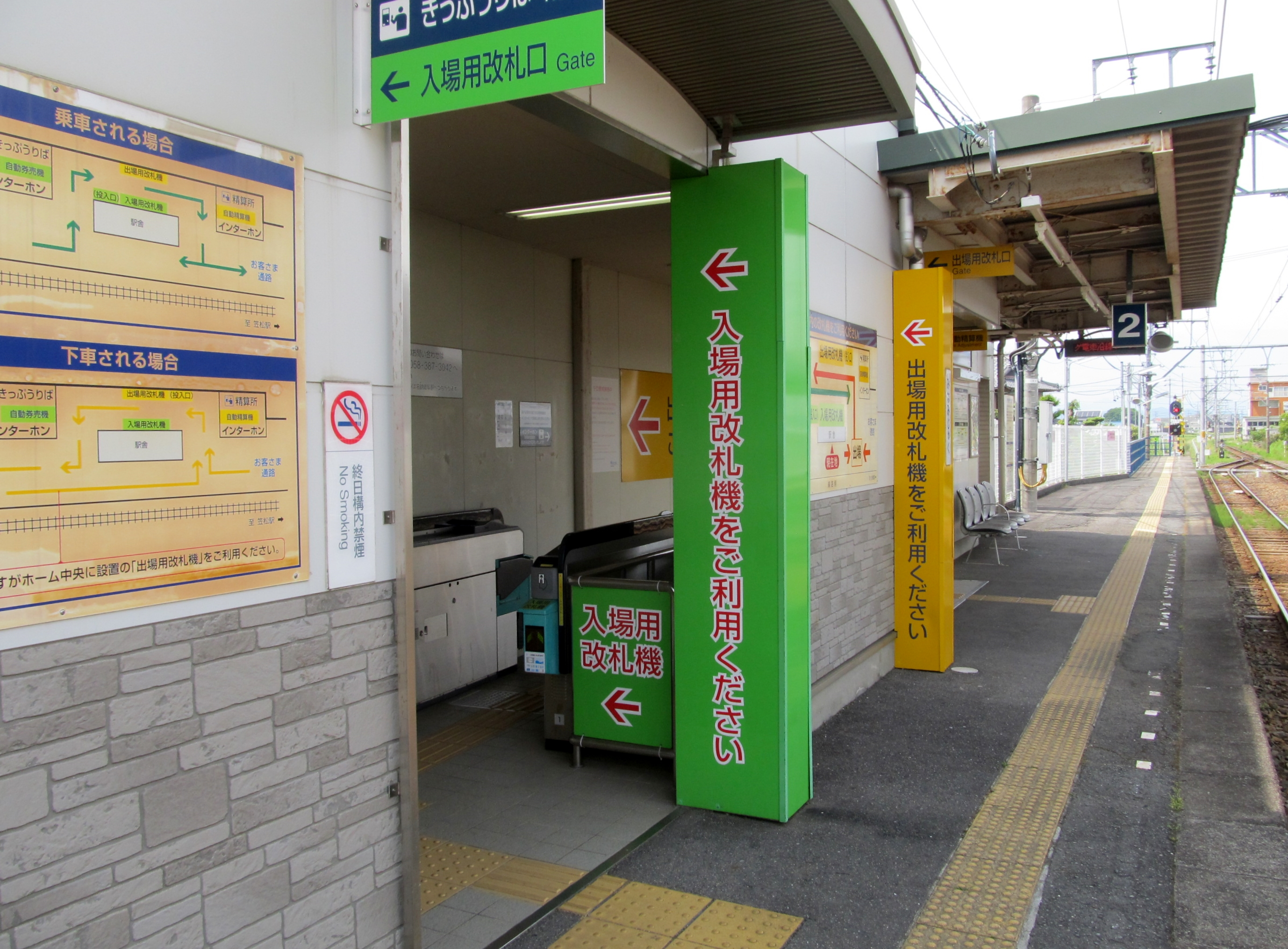
入閘專用閘口
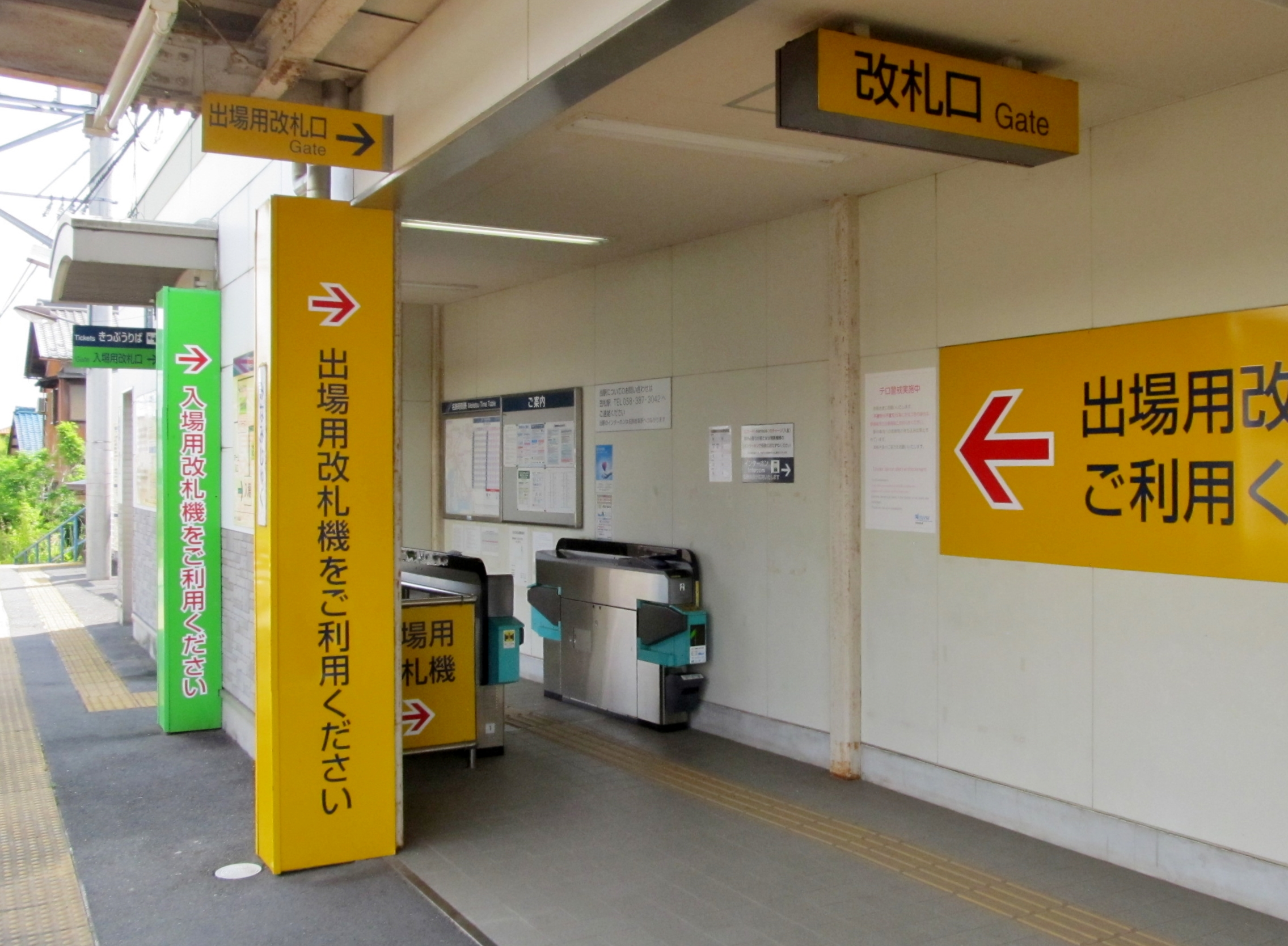
出閘專用閘口

### 配線圖
| ← 新羽島方向    | 南宿站 站內配線略圖 | → 笠松・ 岐阜方向 |
| 图例 参考文献： |                     |                   |

## 利用狀況
- 在中提及在2013年度，當時1日平均上下車人次為899人，為名鐵所有車站（275站）排名第236，竹鼻線、羽島線（10站）中排名第10[5]。
- 在中提及在1992年度，當時1日平均上下車人次為954人，為除岐阜市內線均一車費區間內各站（岐阜市內線、田神線、美濃町線徹明町站至琴塚站之間）外名鐵所有車站（342站）中排名第226，竹鼻線、羽島線（16站）中排名第7[6]。
- 在《羽島市數據檔案》中，以下為近年一日平均乘車和下車人次[7]。

| 年度               | 乘車人次 | 下車人次 | 上下車人次 |
| ------------------ | -------- | -------- | ---------- |
| 2009年（平成21年） | 401      | 390      | 791        |
| 2010年（平成22年） | 386      | 376      | 762        |
| 2011年（平成23年） | 407      | 399      | 806        |
| 2012年（平成24年） | 423      | 417      | 840        |
| 2013年（平成25年） | 453      | 446      | 899        |
| 2014年（平成26年） | 440      | 433      | 873        |
| 2015年（平成27年） | 435      | 430      | 865        |
| 2016年（平成28年） | 418      | 414      | 832        |
| 2017年（平成29年） | 435      | 430      | 865        |
| 2018年（平成30年） | 417      | 414      | 831        |
| 2019年（令和元年） | 410      | 407      | 817        |

## 車站周邊
- 羽島市立足近小學
- 足近社區中心
- 太洋乳業協同組合
- JA岐阜（日语：ぎふ農業協同組合）足近分店

## 相鄰車站
名古屋鐵道
 竹鼻線
柳津（TH02）－南宿（TH03）－須賀（TH04）

## 註腳
1. ↑  寺田裕一. . Neko出版. 2013: 257. ISBN 978-4777013364 （日语）.
2. ↑  . 交通新聞 (交通新聞社). 2007-12-07: 1.
3. 1 2  駅時刻表：名古屋鉄道・名鉄バス （页面存档备份，存于）（日語），2019年3月24日參閲
4. ↑  電氣車研究會，《鐵道畫刊》通卷第816號 2009年3月 臨時増刊號 「特集 - 名古屋鉄道」，卷末折込「名古屋鉄道 配線略図」
5. ↑  名鐵120年史編纂委員會事務局（編）. . 名古屋鐵道. 2014: 160–162 （日语）.
6. ↑  名古屋鐵道廣報宣傳部（編）. . 名古屋鐵道. 1994: 651–653 （日语）.
7. ↑  データファイル統計情報 （页面存档备份，存于）（日語） - 羽島市

## 外部連結
- 南宿 - 名古屋鐵道